# والتر ألستون
والتر ألستون (بالإنجليزية: Walter Alston)‏ (و. 1911 – 1984 م) هو لاعب كرة قاعدة أمريكي، مركز لعبه هو قاعدي أول ‏، توفي في أوكسفورد، أوهايو، عن عمر يناهز 73 عاماً، بسبب نوبة قلبية.

## التعليم
تعلم في جامعة ميامي
.

## روابط خارجية
- والتر ألستون على موقعبيزبول رفرنس.كوم (الدوري الرئيسي) (الإنجليزية)
- والتر ألستون على موقعبيزبول رفرنس.كوم (الدوري الثانوي) (الإنجليزية)
- والتر ألستون على موقع جمعية أبحاث البيسبول الأمريكية (الإنجليزية)
- والتر ألستون على موقع مشجعي الرسوم البيانية (الإنجليزية)
- والتر ألستون على موقع قاعة مشاهير كرة القاعدة (الإنجليزية)